# آنوجا ویراسینگهه
آنوجا ویراسینگهِه (سینهالی: අනොජා වීරසිංහ؛ زادهٔ ۲۱ ژانویهٔ ۱۹۵۵) بازیگر تئاتر، سینما و تلویزیون اهل سری‌لانکا است. وی از سال ۱۹۸۷ میلادی تاکنون مشغول فعالیت بوده‌است. وی یکی از مشهورترین بازیگران سینمای سینهالی است و در سال ۱۹۸۷ برندهٔ جایزهٔ بهترین بازیگر زن در جشنواره بین‌المللی فیلم هند شد.
از فیلم‌هایی که وی در آن‌ها نقش داشته‌است، می‌توان به جزیره اشاره نمود.